# Начо Дуато
Начо Дуато (ісп. Nacho Duato, повне ім'я ісп. Juan Ignacio Duato Bárcia) європейський хореограф, керівник Національного балету Іспанії у 1990—2010 роках.

## Біографія
Народився 8 січня 1957 у Валенсії (Іспанія).
Розпочав професійну балетну освіту в Школі Рамбер в Лондоні. У 18 років продовжив навчання в школі «Мудра» Моріса Бежара у Брюсселі та в американському танцювальному центрі Елвіна Ейлі в Нью-Йорку.
У 1980 році Дуато підписав свій перший професійний контракт з трупою Кульберг-балет в Стокгольмі. Рік по тому його запросили в Нідерландський театр танцю (NDT), де Дуато швидко ввійшов у життя трупи та її репертуар, беручи участь у таких постановках як «Дитя і чари», «Історія солдата» та інших.
Дуже скоро природна обдарованість артиста вивела його за рамки виконавського мистецтва, і Дуато почав працювати також як хореограф. Вже перша робота — «Jardi Tancat» (Огороджений сад) на музику композитора-співвітчизниці Марії дель Мар Бонет принесла йому великий успіх і завоювала перший приз Міжнародних хореографічних майстерень у Кельні.
Не припиняючи виступати як танцівник, Дуато створив понад десять постановок, у тому числі «Танець і ритуал» (музика Чавеса), «Птахи» (Респігі), «Сінафай» (Ксенакіс / Вангеліс), «Болеро» (Равель), «Піски» (Бонет), «Мадагаскарські пісні» (Равель), «Раптус» («Пісні на вірші Матільди Везендонк» Вагнера), «Сновидіння Есфірі» (Ландовський), «Плач» (Гурецький).
У 1988 році Дуато став постійним хореографом Нідерландського театру танцю.
З часом він став співпрацювати з багатьма театрами світу. Його хореографічні твори увійшли до репертуару Великого балету Канади, Німецької опери, Фінської національної опери, Американського театру балету, Штутгартського балету, Австралійського балету та інших театрів.
У 1990 році Начо Дуато на запрошення Національного інституту сценічних мистецтв і музики Міністерства культури Іспанії очолив Національний театр танцю Іспанії (Compania Nacional de Danza), змінивши на посаді художнього керівника Майю Плісецьку.
Серед робіт Дуато спектаклі «Мадригальний концерт» (Родріго), «Дуенде» (Дебюссі), «На самоті, на секунду» (Саті), «Нуль на нуль» (А. Іглесіас), «Вмираючи через тебе, жертва тіней» (музика XVI століття), «Арканджело» (Кореллі), «Сам» (А. Іглесіас), «Кастрати» (Дженкінс), «Людина» (Куртаг), «Біла темрява» (Дженкінс), «Чалапарта» (Хункера), «Ромео і Джульєтта» (Прокоф'єв) та інші.
Начо Дуато — один з найкращих хореографів сучасної Європи. Стиль Дуато — рідкісна суміш босоногої неокласики та вільної суми канонів сучасного танцю. Балети іспанського хореографа ніжні, чутливі, поетичні. Його спектаклі видають походження хореографа: у них пломеніє пристрасна і похмура напруженість іспанського бароко. Хореограф маніпулює людськими тілами в просторі — від підкреслено важкої землі-ґрунту до підкреслено легких відривів від неї, змушує танцівників до межі вичавлювати енергію з пориву і жесту.
З 2019 року — художнiй керiвник балету Михайловського театру в Санкт-Петербурзi

## Відзнаки
- У 1987 році як танцівник Начо Дуато був удостоєний «Золотого призу танцю».
- У 1995 році Дуато отримав титул кавалера французького Ордена мистецтв і літератури.
- У 1998 році уряд Іспанії нагородило його Золотою медаллю за заслуги в галузі мистецтва.
- У 2000 році Начо Дуато отримав міжнародний балетний приз Benois de la Danse як найкращий хореограф року за постановку балету «Багатогранність. Форми тиші і порожнечі».